# Abrahámovce (Bardejov)
Abrahámovce é um município da Eslováquia, situado no distrito de Bardejov, na região de Prešov. Tem 5,9 km² de área e sua população em 2018 foi estimada em 341 habitantes.

## Demografia
| Ano:        | 1994 | 2004   | 2014   | 2024    |
| ----------- | ---- | ------ | ------ | ------- |
| Broj ljudi: | 362  | 341    | 368    | 321     |
| Razlika:    |      | -5,80% | +7,91% | -12,77% |

| Ano:               | 2023 | 2024   |
| ------------------ | ---- | ------ |
| Número de pessoas: | 325  | 321    |
| Diferença:         |      | -1,23% |